# Los creyentes
Los creyentes (en inglés, The Believers) es una película de intriga estadounidense de 1987 dirigida por John Schlesinger, a partir de la novela La Religión de Nicholas Conde y protagonizada por Martin Sheen y Robert Loggia en los papeles principales.

## Argumento
Después de la muerte accidental de su mujer después de electrocutarse, Cal Jamison, un psiquiatra de la policía, se instala en Nueva York con su hijo Chris. Pero un día, la policía le llama con la finalidad de investigar sobre ciertos homicidios particularmente horribles: las víctimas habían sido descuartizadas según un ritual de América Central al estilo de la santería.

## Reparto
| Actor             | Personaje           |
| ----------------- | ------------------- |
| Martin Sheen      | Cal Jamison         |
| Robert Loggia     | Ten. Sean McTaggert |
| Helen Shaver      | Jessica Halliday    |
| Richard Masur     | Marty Wertheimer    |
| Harris Yulin      | Robert Calder       |
| Harley Cross      | Chris Jamison       |
| Jimmy Smits       | Tom Lopez           |
| Malick Bowens     | Palo                |
| Lee Richardson    | Dennis Maslow       |
| Carla Pinza       | Carmen Ruiz         |
| Raúl Dávila       | Oscar Sezine        |
| Janet-Laine Green | Lisa Jamison        |
| Larry Ramos       | Diner Counterman    |
| Philip Corey      | Ayudante de Calder  |